# أدب إفريقي

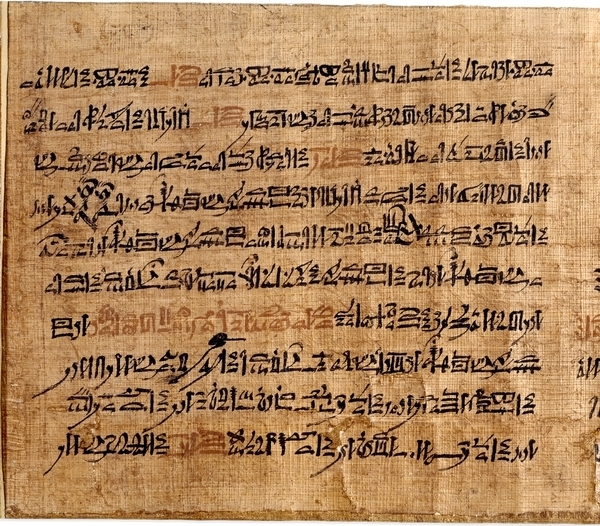

هناك إجماع عام بين المستفرقين أمثال جيرالد مور المستفرق الألماني و أزكيال مافاليلي إفريقي من جنوب افريقيا على أنّ الأدب الإفريقي هو أدب المناطق الواقعة جنوب الصحراء الكبرىين في تعريف الأدب الإفريقي وقد نشأ هذا المصطلح إثر إجماعهم أيضاً على أن الصحراء الكبرى تقسم إفريقيا إلى قسمين : قسم شمالى يضم الدول العربية الإسلامية ، وقسم جنوبي يضم دول إفريقيا جنوب الصحراء «إفريقيا السوداء» . وظل الأدب الإفريقي قروناً عديدة يعتمد على الأتصال الشفهى ولم يدون من إلا القليل ، فبذلك يعد الأدب الإفريقي المدون حديث العهد والنشأة.